# Cruz Azul Fútbol Club
Il Cruz Azul Fútbol Club, detto anche Cruz Azul, è una società calcistica messicana di Città del Messico. Milita nella Primera División de México. Gioca le proprie gare casalinghe allo Stadio Azteca.
È uno dei club messicani più titolati, avendo vinto 9 titoli nazionali, risultato superato solo da América con 16, Guadalajara e Toluca con 12. È stato il primo club messicano a raggiungere la finale di Coppa Libertadores, persa nel 2001 contro il Boca Juniors.

## Storia

### Origini
Il Cruz Azul venne fondato il 22 marzo 1927 dai lavoratori della società Cemento Cruz Azul, che sponsorizza ancora il club.
Guillermo Álvarez Macías e Carlos Garcés furono i due principali fautori dei primi successi del club.
Dal 1927 al 1960, giocò spesso con le squadre riserve di América, Necaxa, Atlante, Asturias e Marte. Considerata la crescente importanza del club, nel 1960 venne costruito uno stadio a Jasso, l'Estadio 10 de Diciembre, e la squadra fu ufficialmente registrata nella Segunda División messicana per la stagione 1960-61.

### Dagli anni '60 agli anni '90
Nel 1964, sotto la guida dell'allenatore ungherese György Marik, la squadra vinse la Segunda División, guadagnando quindi il diritto di entrare nell'élite del calcio messicano. 
La formazione schierata nel primo incontro dei capitolini nella massima serie messicana dal tecnico magiaro il 6 giugno 1964 fu: Jesús García, Roberto Reynoso, Francisco Ulibarri, Rafael Padilla, Héctor Pulido, Porfirio Gutiérrez, Fernando Bustos, Raúl Arellano (che segnò anche la prima rete del club), Hilario Díaz, Raúl Herrera e Jesús Pérez.
L'ottavo posto conquistato in prima divisione alimentò le speranze. Solo quattro anni dopo la squadra di aggiudicò il titolo con Raúl Cárdenas come allenatore.
Il Cruz Azul è il club messicano più vincente degli anni settanta, con 6 titoli conquistati tra il 1970 e il 1980, quattro dei quali sotto la guida di Raúl Cárdenas e gli ultimi due con Ignacio Trelles. Questa serie positiva valse al club il soprannome de La Máquina (La Macchina), che ancora viene usato come soprannome del team.
L'anno 1997 portò il club all'ottavo e più recente successo, durante il torneo Invierno 1997, con allenatore Luis Fernando Tena. Questo successo rese il Cruz Azul la prima squadra capace di vincere 8 titoli in meno di 40 anni. Il club vinse anche la prima edizione della Coppa Panamericana.

### Coppa Libertadores 2001
Nel 2001, il Cruz Azul venne invitato ad un torneo che includeva club messicani e venezuelani. I due club finalisti avrebbero guadagnato l'accesso alla Coppa Libertadores. Il Cruz Azul raggiunse la finale della Libertadores quell'anno.
Incluso nel Gruppo 7 con São Caetano, Defensor Sporting e Olmedo, il Cruz Azul dominò, chiudendo con 13 punti. Negli ottavi affrontò il Cerro Porteño. L'andata vide il club messicano perdere ad Asunción per 2-1. Nella gara di ritorno, giocato in Messico, il Cruz Azul si aggiudicò il match con il risultato di 3-1. Il totale era perciò di 4-3 per i messicani, che quindi si aggiudicarono l'accesso ai quarti di finale
Ad attenderli trovarono gli argentini del River Plate. Il primo round al Monumental di Buenos Aires si concluse in pareggio (0-0). Il ritorno fu però dominato dai messicani con un secco 3-0.
Il Cruz Azul affrontò quindi le canallas argentine del Rosario Central nelle semifinali. Il Cruz Azul si aggiudicò l'andata per 2-0. Il ritorno al Gigante de Arroyito di Rosario si chiuse con un emozionante 3-3, risultato che permise al Cruz Azul di andare in finale.
La finale vide opposti i messicani ad un'altra squadra argentina, il Boca Juniors. All'andata Cruz Azul perse in casa per 1-0, rimontando però alla Bombonera. Si giunse dunque ai supplementari e, terminati i 30', ai rigori, che decretarono la vittoria del Boca Juniors. Il Cruz Azul fu comunque la vera sorpresa del torneo, avendo sconfitto club molto accreditati come São Caetano, Rosario Central e River Plate.
Il 19 luglio 2005 l'allenatore della squadra, Ruben Omar Romano, fu rapito dopo una seduta di allenamento fuori dalla sede del club. Fu in seguito liberato il 21 settembre dello stesso anno, riprendendo dopo poco tempo la guida del club.

## Palmarès

### Competizioni nazionali
- Campionato messicano: 9

1968-1969, México '70, 1971-1972, 1972-1973, 1973-1974, 1978-1979, 1979-1980, Invierno 1997, 2020-2021
- Coppe del Messico: 4

1969, 1997, Clausura 2013, Apertura 2018
- Supercoppa del Messico: 3

1969, 1974, 2021
- Supercopa MX: 1

2019
- Supercopa de la Liga MX: 1

2022

### Competizioni internazionali
- CONCACAF Champions' Cup/Champions League: 7  (record condiviso con l'América)

1969, 1970, 1971, 1996, 1997, 2013-2014, 2025
- Leagues Cup: 1

2019

### Altri piazzamenti
- Campionato messicano:

Secondo posto: 1969-1970, 1980-1981, 1986-1987, 1988-1989, 1994-1995, Invierno 1999, Clausura 2008, Apertura 2008, Apertura 2009, Clausura 2013, Clausura 2018, Clausura 2023
- Copa México:

Finalista: 1973-1974, 1987-1988
Semifinalista: 1964-1965
- Supercoppa del Messico:

Finalista: 1972
- Coppa Libertadores:

Finalista: 2001
- CONCACAF Champions League:

Finalista: 2008-2009, 2009-2010
Semifinalista: 2010-2011, 2021, 2022
- CONCACAF Cup Winners Cup:

Semifinalista: 1997
- Coppa Interamericana:

Finalista: 1971
- Campeones Cup:

Finalista: 2021
- Coppa del mondo per club FIFA:

Quarto posto: 2014

## Squadre affiliate
- Primera División A: Cruz Azul Oaxaca
- Segunda Division: Cruz Azul Hidalgo
- Tercera Division: Cruz Azul México

## Organico

### Rosa 2025-2026
| N. |                      | Ruolo | Calciatore               |
| -- | -------------------- | ----- | ------------------------ |
| 1  | Messico (bandiera)   | P     | Andrés Gudiño (capitano) |
| 2  | Messico (bandiera)   | D     | Jorge Sánchez            |
| 3  | Messico (bandiera)   | D     | Omar Campos              |
| 4  | Colombia (bandiera)  | D     | Willer Ditta             |
| 5  | Messico (bandiera)   | D     | Jesús Orozco             |
| 6  | Messico (bandiera)   | C     | Erik Lira                |
| 7  | Polonia (bandiera)   | C     | Mateusz Bogusz           |
| 8  | Argentina (bandiera) | C     | Lorenzo Faravelli        |
| 9  | Messico (bandiera)   | A     | Ángel Sepúlveda          |
| 10 | Messico (bandiera)   | C     | Andrés Montaño           |
| 11 | Grecia (bandiera)    | A     | Georgios Giakoumakis     |
| 13 | Uruguay (bandiera)   | D     | Camilo Cándido           |
| 14 | Messico (bandiera)   | C     | Alexis Gutiérrez         |

| N. |                      | Ruolo | Calciatore        |
| -- | -------------------- | ----- | ----------------- |
| 15 | Uruguay (bandiera)   | C     | Ignacio Rivero    |
| 16 | Messico (bandiera)   | C     | Jeremy Márquez    |
| 17 | Messico (bandiera)   | C     | Amaury García     |
| 18 | Argentina (bandiera) | C     | Luka Romero       |
| 19 | Messico (bandiera)   | C     | Carlos Rodríguez  |
| 20 | Argentina (bandiera) | A     | José Paradela     |
| 21 | Uruguay (bandiera)   | A     | Gabriel Fernández |
| 22 | Messico (bandiera)   | D     | Raymundo Rubio    |
| 23 | Colombia (bandiera)  | P     | Kevin Mier        |
| 26 | Messico (bandiera)   | D     | Carlos Vargas     |
| 27 | Messico (bandiera)   | C     | Bryan Gamboa      |
| 29 | Argentina (bandiera) | A     | Carlos Rotondi    |
| 30 | Messico (bandiera)   | D     | Emmanuel Ochoa    |
| 33 | Argentina (bandiera) | D     | Gonzalo Piovi     |

### Rosa 2024-2025
| N. |                      | Ruolo | Calciatore               |
| -- | -------------------- | ----- | ------------------------ |
| 1  | Messico (bandiera)   | P     | Andrés Gudiño (capitano) |
| 2  | Messico (bandiera)   | D     | Jorge Sánchez            |
| 4  | Colombia (bandiera)  | D     | Willer Ditta             |
| 6  | Messico (bandiera)   | C     | Erik Lira                |
| 8  | Argentina (bandiera) | C     | Lorenzo Faravelli        |
| 9  | Messico (bandiera)   | A     | Ángel Sepúlveda          |
| 10 | Messico (bandiera)   | C     | Andrés Montaño           |
| 11 | Grecia (bandiera)    | A     | Georgios Giakoumakis     |
| 12 | Messico (bandiera)   | P     | Luis Jiménez             |
| 13 | Uruguay (bandiera)   | D     | Camilo Cándido           |
| 14 | Messico (bandiera)   | C     | Alexis Gutiérrez         |
| 15 | Uruguay (bandiera)   | C     | Ignacio Rivero           |
| 17 | Messico (bandiera)   | C     | Amaury García            |
| 18 | Polonia (bandiera)   | C     | Mateusz Bogusz           |
| 19 | Messico (bandiera)   | C     | Carlos Rodríguez         |

| N.  |                      | Ruolo | Calciatore        |
| --- | -------------------- | ----- | ----------------- |
| 20  | Argentina (bandiera) | C     | Luka Romero       |
| 21  | Uruguay (bandiera)   | A     | Gabriel Fernández |
| 22  | Messico (bandiera)   | D     | Raymundo Rubio    |
| 23  | Colombia (bandiera)  | P     | Kevin Mier        |
| 26  | Messico (bandiera)   | D     | Carlos Vargas     |
| 27  | Messico (bandiera)   | C     | Luis Romo         |
| 29  | Argentina (bandiera) | A     | Carlos Rotondi    |
| 31  | Messico (bandiera)   | D     | Luis Iturbide     |
| 32  | Messico (bandiera)   | C     | Cristian Jiménez  |
| 33  | Argentina (bandiera) | D     | Gonzalo Piovi     |
| 34  | Messico (bandiera)   | C     | Leonardo Sámano   |
| 35  | Messico (bandiera)   | C     | Luis Gutiérrez    |
| 214 | Messico (bandiera)   | A     | Mateo Levy        |

### Rosa 2021-2022
| N. |                      | Ruolo | Calciatore              |
| -- | -------------------- | ----- | ----------------------- |
| 1  | Messico (bandiera)   | P     | Jesús Corona (capitano) |
| 2  | Messico (bandiera)   | D     | Alejandro Mayorga       |
| 3  | Messico (bandiera)   | D     | Jaiber Jiménez          |
| 4  | Messico (bandiera)   | D     | Julio Domínguez         |
| 6  | Messico (bandiera)   | C     | Erik Lira               |
| 7  | Messico (bandiera)   | C     | Uriel Antuna            |
| 8  | Messico (bandiera)   | C     | Luis Mendoza            |
| 10 | Venezuela (bandiera) | C     | Rómulo Otero            |
| 11 | Uruguay (bandiera)   | C     | Christian Tabó          |
| 12 | Messico (bandiera)   | D     | Joaquín Martínez        |
| 15 | Uruguay (bandiera)   | D     | Ignacio Rivero          |
| 16 | Messico (bandiera)   | D     | Adrián Aldrete          |

| N. |                      | Ruolo | Calciatore          |
| -- | -------------------- | ----- | ------------------- |
| 17 | Ecuador (bandiera)   | A     | Bryan Angulo        |
| 18 | Argentina (bandiera) | A     | Lucas Passerini     |
| 19 | Messico (bandiera)   | C     | Carlos Rodríguez    |
| 20 | Messico (bandiera)   | C     | Alexis Gutiérrez    |
| 22 | Messico (bandiera)   | C     | Rafael Baca         |
| 23 | Paraguay (bandiera)  | D     | Pablo Aguilar       |
| 24 | Paraguay (bandiera)  | D     | Juan Escobar        |
| 27 | Perù (bandiera)      | D     | Luis Abram          |
| 28 | Argentina (bandiera) | C     | Guillermo Fernández |
| 29 | Messico (bandiera)   | A     | Santiago Giménez    |
| 33 | Messico (bandiera)   | P     | Sebastián Jurado    |
|    | Messico (bandiera)   | C     | Carlos Salcedo      |

### Rose delle stagioni passate
- stagione 2017-2018